# Ján Vályi

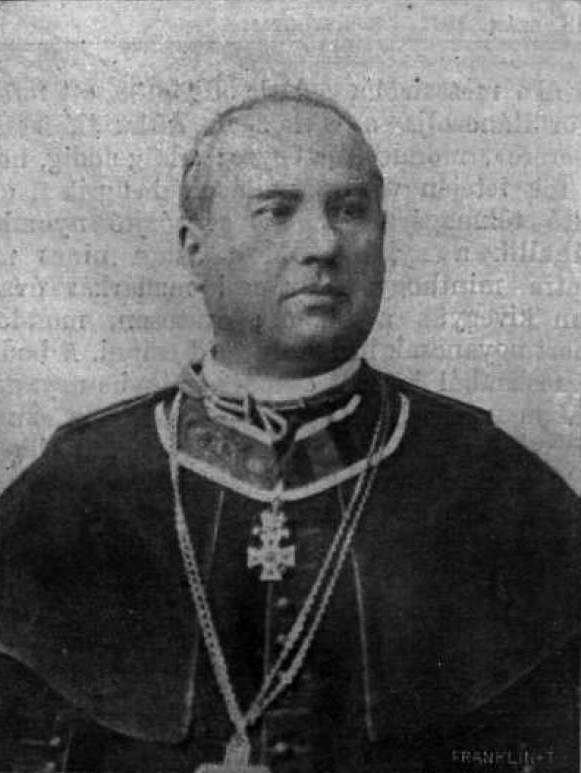
Ján Vályi

Ján Vályi (* 22. September 1837 in Ó-Vencsellő, Komitat Szabolcs, Königreich Ungarn; † 19. November 1911 in Prešov, Königreich Ungarn) war von 1882 bis zu seinem Tod im Jahr 1911 griechisch-katholischer Bischof der Eparchie Prešov.

## Leben und Wirken
Nach der Grundschule besuchte er das Gymnasium und studierte in Debrezin, Uschhorod und Großwardein. 1857 begann er ein Theologiestudium in Uschorad und studierte anschließend in Wien. Am 26. Oktober 1865 wurde er von Bischof Jozef Gaganecz in der Kathedralkirche St. Johann Baptist zum Priester geweiht. Promoviert, wurde er 1870 Präfekt des Užhorodská Seminars und Direktor des Priesterseminars. Er wurde Professor und lehrte Kirchenrecht und Geschichte und wurde unter Papst Leo XIII. am 11. Oktober 1882 als Nachfolger von Mikuláš Tóth zum Bischof von Prešov ernannt. Konsekriert wurde er in Uschorad am 20. Mai 1883 durch Bischof Jan Pásztélyiho.
Neben seinen kirchlichen Aufgaben setzte er sich für die Schaffung bürgerlicher Schulen ein und gründete ein Mädchen-Waisenhaus. Ein großes Anliegen war ihm bereits Anfang des 20. Jahrhunderts die Einführung der Landessprache (ungarisch) in der Liturgie. Mit diesem Anliegen wandte er sich auch bei einem Rombesuch an den Heiligen Vater Leo XIII. Die römische Kurie schickte auf sein Drängen Priester und Missionare zur Betreuung der griechisch-katholischen Einwanderer in die USA.
Seine letzte Ruhestätte nach 28 Bischofsjahren fand er in der Krypta des Tempels von Prešov.